# Michale Boganim
 (novembre 2022).
Si vous disposez d'ouvrages ou d'articles de référence ou si vous connaissez des sites web de qualité traitant du thème abordé ici, merci de compléter l'article en donnant les références utiles à sa vérifiabilité et en les liant à la section « Notes et références ».

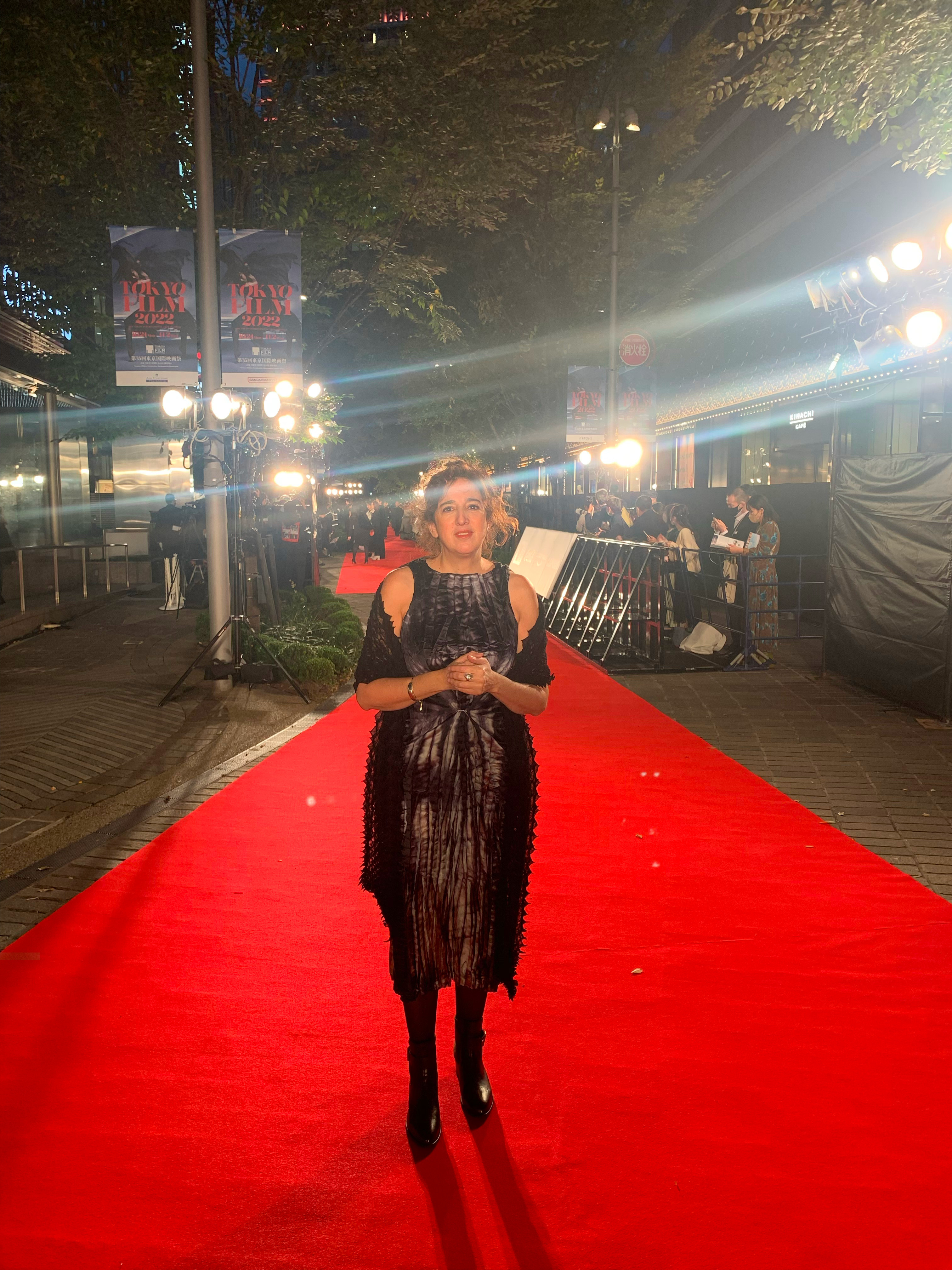
Michale Boganim sur le tapis rouge à Tokyo (2022)

Michale Boganim, en hébreu : מיכל בוגנים, née le 17 juillet 1977 à Haïfa, est une réalisatrice israélienne d'origine maroco-ukrainienne.

## Biographie
Michale Boganim grandit en Israël jusqu'à 7 ans, quand sa famille émigre en France et s’installe à Arcueil, dans le Val-de-Marne. Elle commence par étudier la philosophie avant de se tourner vers l’anthropologie à Paris sous la direction de Jean Rouch. Elle intègre ensuite la prestigieuse National Film and Television School en section réalisation.
En 2003, Mémoires incertaines, son premier film — un moyen métrage sur le mythe familial — est une fiction et un mélange documentaire d’archives, de photographies et de voix off déstructurées. Le film remporte le prix Gras-Savoye à la Quinzaine des réalisateurs à Cannes.
En 2005, Odessa... Odessa !, son premier long métrage, un film documentaire, est tourné entre Odessa, New York et Israël. Le film est sélectionné à Berlin et à Sundance ainsi que dans plus de cinquante festivals dans le monde ; il est distribué en France et dans plus de dix pays.
En 2006, elle réalise Macao sans retour, un documentaire produit par Arte qui sera sélectionné au festival de Rotterdam. Arte coproduit ensuite en 2007 son documentaire Dovid Katz. Le film est tourné en Lituanie et brosse le portrait d’un linguiste Yiddish.
En 2012, elle tourne La Terre outragée, sa première fiction consacrée à la catastrophe de Tchernobyl. Le film est présenté à la Mostra de Venise, au festival international du film de Toronto et dans plus de 50 festivals dans le monde. Il est sélectionné au festival international du film de Tokyo où il remporte un franc succès et fait une sortie remarquée.[réf. nécessaire] En France le film obtient le prix du public au festival d'Angers ; il est unanimement salué par la critique[réf. nécessaire].
La même année, elle est membre du jury du 3e festival international du film d'Odessa.

## Filmographie

### Longs métrages
- 2012 : La Terre outragée, fiction (réalisatrice et scénariste), date de sortie : 28 mars 2012 (1 h 48 min)
- 2005 : Odessa... Odessa !, documentaire (réalisatrice), date de sortie : 17 août 2005 (96 min - 35 mm)
- 2021 : Mizrahim - Les oubliés de la Terre Promise, documentaire (réalisatrice), date de sortie : 8 juin 2022 (1 h 37 min)
- 2021 : Tel Aviv - Beyrouth, fiction (réalisatrice et scénariste), date de sortie : 1er février 2023 (96 min - 35 mm)

### Courts métrages documentaires
- 2007 : Renata, 26 min - Arte (visages d’Europe)
- 2007 : Dovid Katz vidéo, 26 min - Arte (visages d’Europe)
- 2004 : Macao, Last stop, documentaire, 50 min, Portugal/France Arte
- 2002 : Dim mémories (Mémoires incertaines), 37 min, Grande-Bretagne
- 2001 : Dust, 29 min, Grande-Bretagne

## Prix et distinctions
- 2012 : La Terre outragée
  - Sélection officielle : festival du film de Venise, festival du film de Toronto, festival du film de Chicago, festival du film de San Francisco, festival du film de Palm Spring, festival du film de Tokyo, festival du film de San Paulo, festival du film de Munich, festival du film de Varsovie…
  - Lauréate de la Fondation Gan pour le Cinéma (2009)[2]
  - Prix du public et prix du meilleur scénario au festival du film d’Angers
  - Prix du public au festival du film Thessalonique et au festival du film de Munich
- 2007 : Dovid Katz
  - Prix du jury du meilleur court métrage du festival Doc en courts de Lyon en 2007
- 2004 : Odessa… Odessa !
  - Sélection officielle au festival de Sundance en 2005 - Prix du Jury
  - Prix CICAE en 2005 au festival du film de Berlin
  - Prix Louis Marcorelles en 2005 au Cinéma du réel - Centre Pompidou de Paris
  - Prix du meilleur réalisateur au festival du film de Jérusalem en 2005
  - Prix spécial au CPHDOX Award en Danemark 2005
  - Prix du meilleur Son au One World Film Festival de Prague en 2005
  - Prix du mérite au Art Film Festival de Taiwan en 2005
  - Sélection officielle : IDFA, Sheffield, Lussas, Hot Docs (Toronto), Göteborg film festival, festivals du film de Moscou, de Vienne, de Molodist, festival du film indépendant de Buenos Aires, les Rencontres internationales, festival du film de Colombie…
- 2005 : Macao, last stop
  - Sélection officielle festival du film de Rotterdam 2004
- 2002 : Dim memories (Mémoires incertaines) 
  - Sélection officielle à la Quinzaine des réalisateurs à Cannes en 2002 et au festival du film de Rotterdam
  - Prix Gras-Savoye au festival de Cannes en 2002
  - Prix du meilleur court métrage au Palm Springs Film festival en 2002
  - Sélection officielle : festival dei popoli, Sheffield film festival UK, festival du film de femmes de Bordeaux, Med Film Festival, Rome, Paris tout court, Doc en court (Lyon), Imperial War Museum festival (Londres), les états généraux du documentaire, Lussas, festival du film juif de Boston, festival du film du Washington, de Montréal
- 2001 : Dust
  - Prix de la critique au festival du film de Cracovie
  - Prix de la critique aux Rencontres Henri-Langlois
  - Prix du meilleur court métrage documentaire au festival international du film de Leeds
  - Prix du meilleur court métrage documentaire au festival du film d'Evora (Portugal)
  - Prix de la meilleure photographie au festival du film de Tel Aviv
  - Prix du meilleur court métrage au festival du film Molodist de Kiev
  - Sélection officielle : festival international du film de Berlin, Forum of New cinema et Rotterdam film festival, festival international du film de Rotterdam 2002, Cinéma du réel 2001, Rencontres internationales du film de Paris (Forum des images), Karlovy vary film festival, Sheffield international film festival (UK), Munich Film festival, Typiquement British (Centre Georges Pompidou), Le réel en scène :les écrans du documentaire (Val de marne), Traces de vies (Vic le Comte), New York Jewish film festival (Lincoln Center), Göteborg international film festival en Suède, Lettonie film festival, Minneapolis film festival, Chicago film festival, Boston Jewish film festival…